# Los Corrales (Sevilla)
Los Corrales ist eine Gemeinde in der Provinz Sevilla in Spanien mit 3.970 Einwohnern (Stand: 2024). Sie liegt in der Comarca Sierra Sud in Andalusien.

## Geografie
Die Gemeinde befindet sich innerhalb der Sierra Sud. Sie grenzt an die Gemeinden Almargen, Campillos, Martín de la Jara, Osuna, El Saucejo und Teba. 

## Wirtschaft
Wirtschaftlich ist die Landwirtschaft von hoher Bedeutung.

## Sehenswürdigkeiten
- Plaza Diamantino Acosta
- Kirche Santiago Apóstol
- Kapelle Virgen del Buensuceso